# 황성역
황성역(隍城驛)은 경상북도 경주시 황성동 소재의 동해남부선의 신호장이었다. 현재는 흔적이 거의 남아있지 않고, 현재의 황성분기점은 구 황성역이 있던 자리이다. 1992년 11월 1일 경주 시내 철길 이설로 폐역되었다.